# Ľudovít-Štúr-Orden

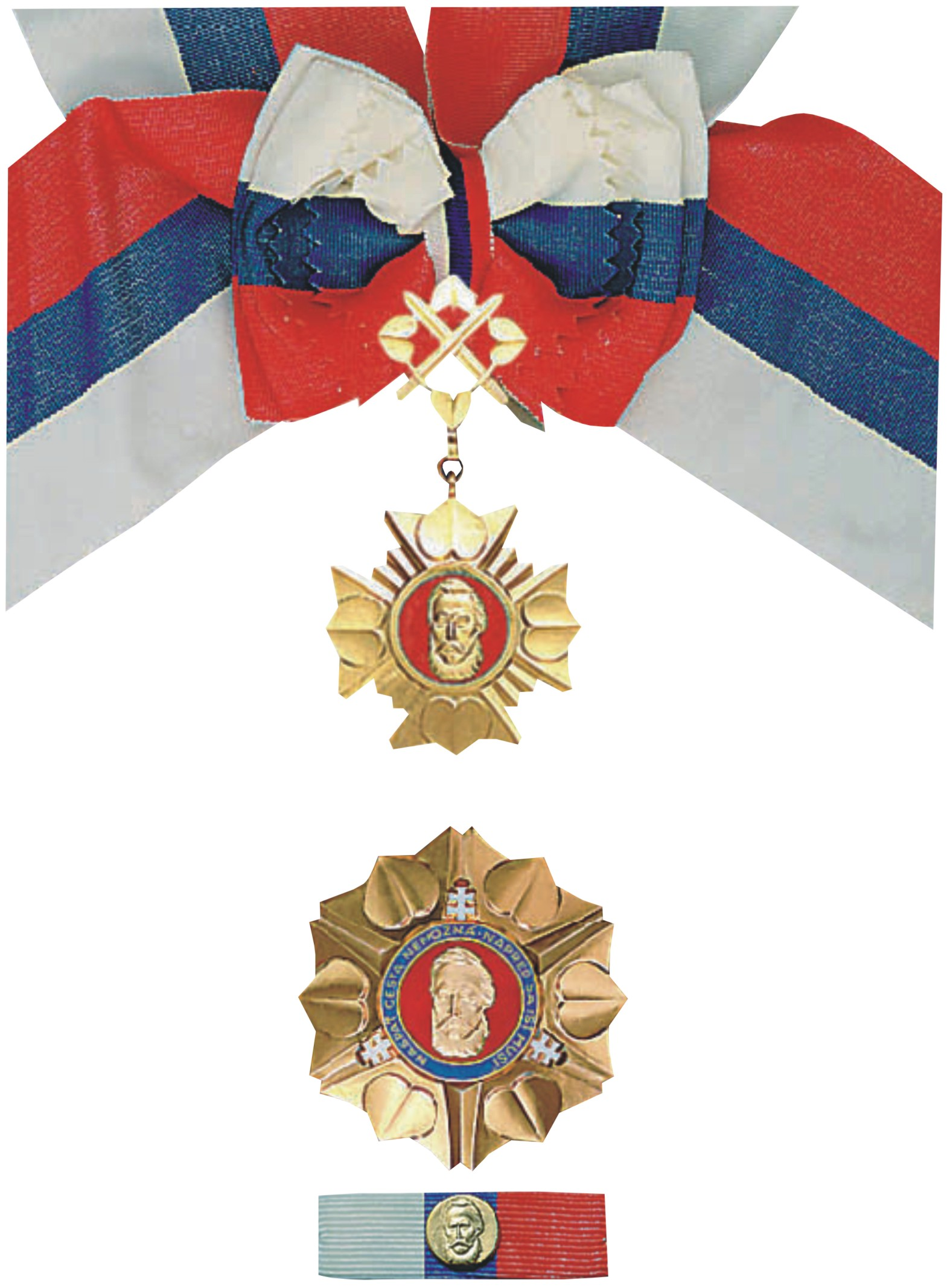
Ordensdekoration der I. Klasse mit Schulterband, Kleinod und Bruststern (Militärausführung mit Schwertern)

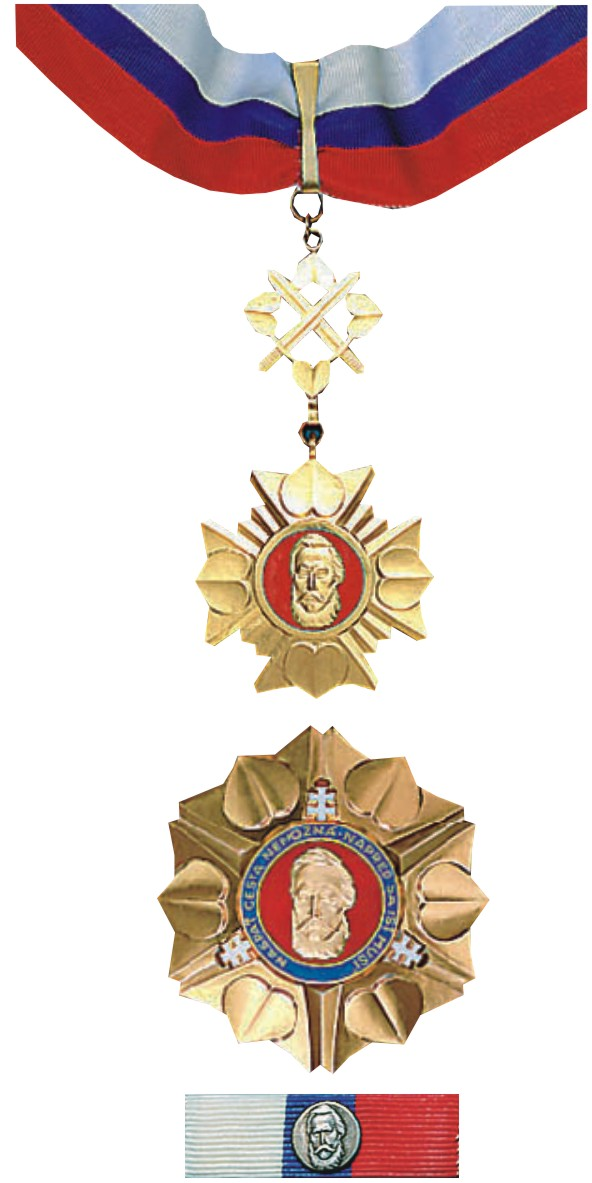
Ordensdekoration der II. Klasse als Halsbandorden mit Bruststern (Militärausführung mit Schwertern)

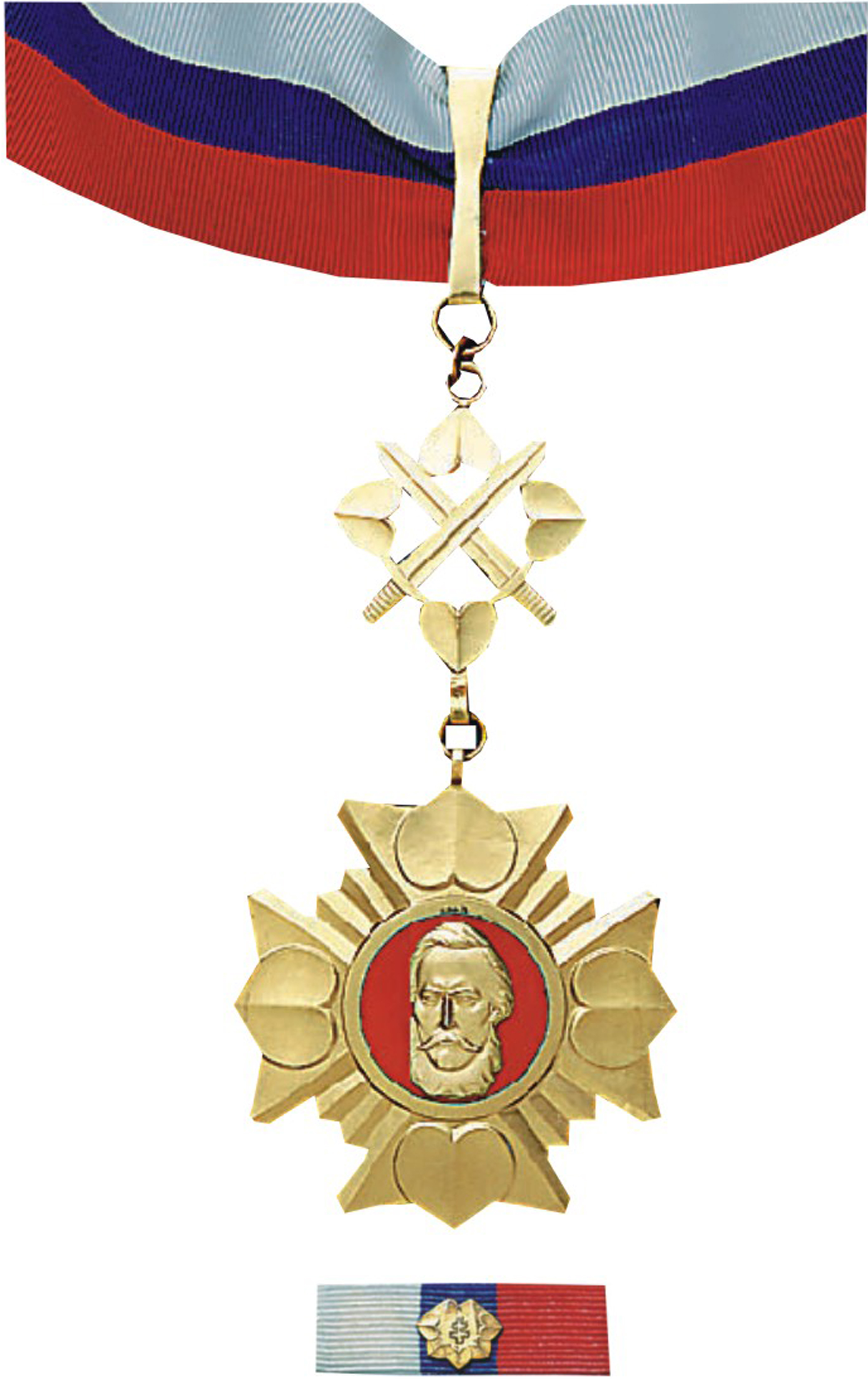
Ordensdekoration der III. Klasse als Halsbandorden (Militärausführung mit Schwertern)

Der Ľudovít-Štúr-Orden (slowakisch Rad Ľudovíta Štúra) wurde am 2. Februar 1994 gestiftet und ist eine der höchsten Auszeichnungen der Slowakei. Der Präsident der Slowakischen Republik verleiht den Orden slowakischen Bürgern für herausragende Leistungen um Förderung der Demokratie und Menschenrechte, Wehr und Sicherheit der Slowakischen Republik oder für herausragende Beiträge in den Bereichen Politik, Wirtschaftsentwicklung, Wissenschaft, Kultur, Kunst, Bildung, Sport oder für die Festigung des guten Rufs der Slowakischen Republik im Ausland. Daneben ist der amtierende Präsident automatisch Träger des Ľudovít-Štúr-Ordens 1. Klasse.

## Ordensklassen
Der Orden teilt sich in eine zivile und eine militärische Abteilung mit je drei Klassen auf, wobei die ranghöchste die 1. Klasse ist:
- 1. Klasse
- 2. Klasse
- 3. Klasse

## Ordensdekoration

### 1. Klasse
Die Ordensdekoration ist ein aus Silber bestehendes, vergoldetes Malteserkreuz mit stilisiert aufgesetzten Lindenblättern und Strahlenbündeln zwischen seinen Winkeln. Seine Größe beträgt 65 mm. In einem roten Mittelmedaillon ist der goldene, erhaben geprägte Kopf von Ľudovít Štúr eingelassen. Am oberen Kreuzarm ist eine Aufhängevorrichtung angebracht, die in einem Quadrat aus vier Lindenblättern das Symbol der slawischen Gemeinsamkeit widerspiegeln. In seinem hohlen Zwischenraum sind zwei diagonal gekreuzte Schwerter aufgelegt. Das dazugehörige Schulterband wird von der rechten Schulter zur linken Hüfte getragen und zeigt die slowakischen Nationalfarben Hellblau-Blau-Rot. Der dazugehörige Bruststern hat einen Durchmesser von 90 mm, ist ebenfalls golden gehalten und zeigt die Ordensdekoration in leicht abgewandelter Weise. Er besteht aus fünf gleichmäßigen Strahlen, dessen Zwischenstücke geschlossen und mit Lindenblättern bedeckt sind. Das Mittelmedaillon zeigt auf einer roten Grundierung den Namenspatron des Ordens sowie einen blauen Ring mit der Umschrift: NASPÄT CESTA NEMOZNÁ NAPRED SA IST MUSI. (Der Weg zurück  ....) Zusätzlich wurden drei Doppelkreuze auf dem Bruststern integriert. Die Rückseite des Bruststerns zeigt im Mittelmedaillon das geprägte Wappen der Slowakei sowie die Umschrift: SLOVENSKÁ REPUBLIKA (Slowakische Republik) sowie eine senkrecht angebrachte Nadel mit Gegenhaken. Die dazugehörige 18 mm breite Bandschnalle zeigt die Bandfarben in waagerechter Wiedergabe und zusätzlich die 10 mm durchmessende goldene Miniatur des Medaillonstückes.

### 2. Klasse
Die II. Klasse des Ordens gleicht der I. Klasse, hat jedoch einen Durchmesser von 60 mm und wird als Halsbandorden getragen. Zur II. Klasse gehört ebenfalls ein Bruststern, der einen Durchmesser von 75 mm hat und in einem leicht bronzenen Ton schimmert. Die dazugehörige 18 mm breite Bandschnalle ist von gleicher Beschaffenheit, zeigt jedoch die silberne 10 mm durchmessende Miniatur des Medaillons mit dem Namenspatron.

### 3. Klasse
Die III. Klasse, ebenfalls aus vergoldetem Silber hergestellt, ist als Halsbandorden ausgeführt. Er besitzt einen Durchmesser von 60 mm und hat keinen Bruststern mehr. Es zeigt ebenfalls die Ordensdekoration, die an einem hellblau-blau-roten Halsband getragen wird. Die dazugehörige 18 mm breite Bandschnalle zeigt mittig die goldene Miniatur der Ordensdekoration. Die Besonderheit der III. Klasse besteht darin, dass es auch eine zivile Ordensdekoration gibt, die statt der Schwerter einen goldenen Lindenblattkranz zeigt, in dem ein weiß emailliertes Doppelkreuz eingelassen ist.

## Verleihungen
Der Orden wird jährlich üblicherweise am oder um den Tag der Annahme der Verfassung der Slowakischen Republik (1. September) verliehen. Benannt ist der Orden nach Ľudovít Štúr, einem slowakischen Politiker und Schriftsteller im 19. Jahrhundert.

## Bekannte Ordensträger

### 1. Klasse
- siehe: Träger des Ľudovít-Štúr-Ordens 1. Klasse

### 2. Klasse
- siehe: Träger des Ľudovít-Štúr-Ordens 2. Klasse

### 3. Klasse
- siehe: Träger des Ľudovít-Štúr-Ordens 3. Klasse